# موسم رطب

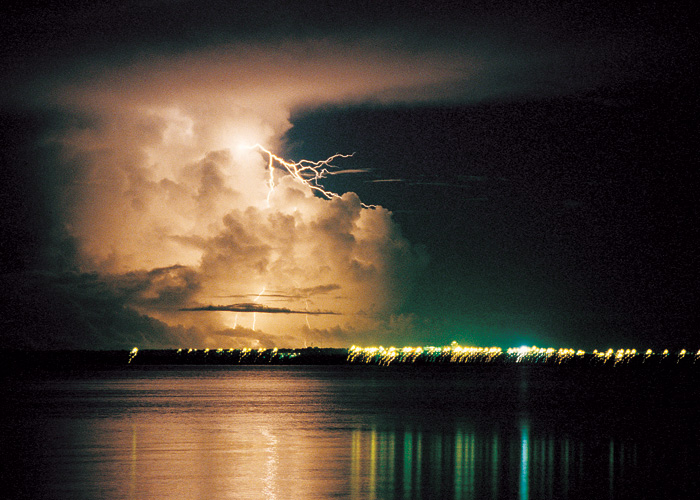
عاصفة الموسم الرطب ليلا في داروين، أستراليا.

الموسم الرطب هو الوقت من العام الذي يحدث فيه معظم متوسط هطول الأمطار السنوي في المنطقة. بشكل عام، يستمر الموسم لمدة شهر على الأقل. مصطلح الموسم الأخضر يستخدم في بعض الأحيان كتعبير ملطف من قبل السلطات السياحية. تتوزع المناطق ذات المواسم الرطبة عبر أجزاء من المناطق المدارية وشبه الاستوائية.
تحت تصنيف مناخ كوبن، بالنسبة للمناخات الاستوائية، يتم تعريف شهر موسم الأمطار على أنه شهر يكون متوسط هطول الأمطار فيه 60 ملم (2.4 بوصة) أو أكثر. على عكس المناطق ذات مناخات السافانا وأنظمة الرياح الموسمية، تتمتع مناخات البحر الأبيض المتوسط بشتاء رطب وصيف جاف. تعتبر الأشهر الجافة والممطرة من سمات الغابات الاستوائية الموسمية: على عكس الغابات الاستوائية المطيرة، التي ليس لها مواسم جافة أو رطبة ، حيث يتم توزيع هطول الأمطار بالتساوي على مدار العام. ستشهد بعض المناطق ذات المواسم الممطرة الواضحة انقطاعًا في هطول الأمطار في منتصف الموسم، عندما تنتقل منطقة التقارب بين المناطق المدارية أو حوض الرياح الموسمية إلى خطوط عرض أعلى في منتصف الموسم الدافئ.